# Petrell collblanc
El petrell collblanc (Pterodroma cervicalis) és un ocell marí de la família dels procel·làrids (Procellariidae), d'hàbits pelàgics, habita al Pacífic, criant a les illes Kermadec i Norfolk.